# 黄文備
黄文 備 （きふみ の そなう）は、飛鳥時代から奈良時代にかけての貴族。姓は連。官位は従五位下・主税頭。

## 出自
黄文氏は「黄書」とも表記し、『日本書紀』巻第二十二によると、
とあるのが初出で、『新撰姓氏録』山城国諸蕃では、「高麗国人久斯祁王」が出自であると言われている。同族に『薬師寺仏足石銘』に唐へ赴き仏足石を模写し、『日本書紀』巻第二十七によると、天智天皇に水臬（みずばかり＝水準器）を献上したとする黄書造本実、壬申の乱で活躍した黄書造大伴がいる。山城国久世郡を本拠地とした渡来系氏族で、元は「造」姓であったが、『書紀』巻第二十九によると、天武天皇12年（683年）連姓を与えられた。

## 経歴
『続日本紀』巻第一によると、文武天皇4年（700年）、刑部親王以下19人と共に大宝律令撰定に加わり、その功績によって白猪史骨・土師宿禰甥と共に禄を与えられたが、この時の位階は「追大壱」（正八位上に相当）である。
『続紀』巻第五によると、和銅4年（711年）、正六位上から従五位下に昇叙された。『懐風藻』に「春日宴に侍す」という題の詩が掲載されており、それによると最終官位は主税頭従五位下で、享年は56としている。没年は不明である。